# Maquillaje (obra de teatre)
Maquillaje és un muntatge teatral de la Companyia de Núria Espert i Romero basada en l'obra homònima del dramaturg japonès Hisashi Inoue i dirigit pel japonès Koichi Kimura, a qui va anar a cercar al Japó per tal d'impregnar-se de la cultura japonesa i del ritme del teatre japonès. Fou estrenada el 23 de maig de 1990 a la Sala Rialto del Centre Dramàtic de la Generalitat Valenciana. Va suposar la tornada a l'escenari de Núria Espert i Romero després de dedicar-se a la direcció d'òpera i teatre des de 1985.
Es tracta d'un monòleg on l'Espert interpretava el paper de Yoko Satsuki, una vella actriu d'una companyia de teatre popular japonès, endurida i desesperada, reflexiona sobre la seva situació en una modesta sala que serà demolida i on cada nit es deixava la pell en l'escenari.